# 이원형 (1933년)
이원형(李沅衡, 1933년 8월 24일~2014년 1월 10일)은 대한민국의 법조인이다. 본관은 전의(全義)이며 호(號)는 전암(電岩)이다.

## 학력
- 영광 대마국민학교
- 진도중학교(3년 수료)
- 1958년: 원광대학교 법학과 학사
- 1983년: 서울대학교 사법대학원 법학석사
- 1985년: 연세대학교 경영대학원 경영학 석사
- 1988년: 고려대학교 경영대학원 경영학 석사

## 경력
- 1960년 11월 17일~1961년 2월 8일: 전라남도경찰국 곡성경찰서장
- 1961년 2월 8일~1961년 6월 21일: 전라남도경찰국 구례경찰서장
- 1962년: 제15회 고등고시 사법과 합격
- 1964년 5월 9일: 서울지방검찰청 검사
- 1971년 8월 26일~1973년 5월 17일: 청주지방검찰청 제천지청장
- 1973년: 변호사 개업
- 1981년 4월 11일~1985년 4월 10일: 제11대 국회의원
- 1992년 5월 30일~1996년 5월 29일: 제14대 국회의원
- 2001년 3월 27일~2004년 3월 26일: 국민고충처리위원회 위원장(장관 급)
- 2005년 12월~2006년 1월: 열린우리당 법률행정특임촉탁위원

## 역대 선거 결과
|  | 22.06% |

|  | 17.82% |

|  | 25.61% |

|  | 32.74% |

|  | 35.46% |